# Bethany Beardslee

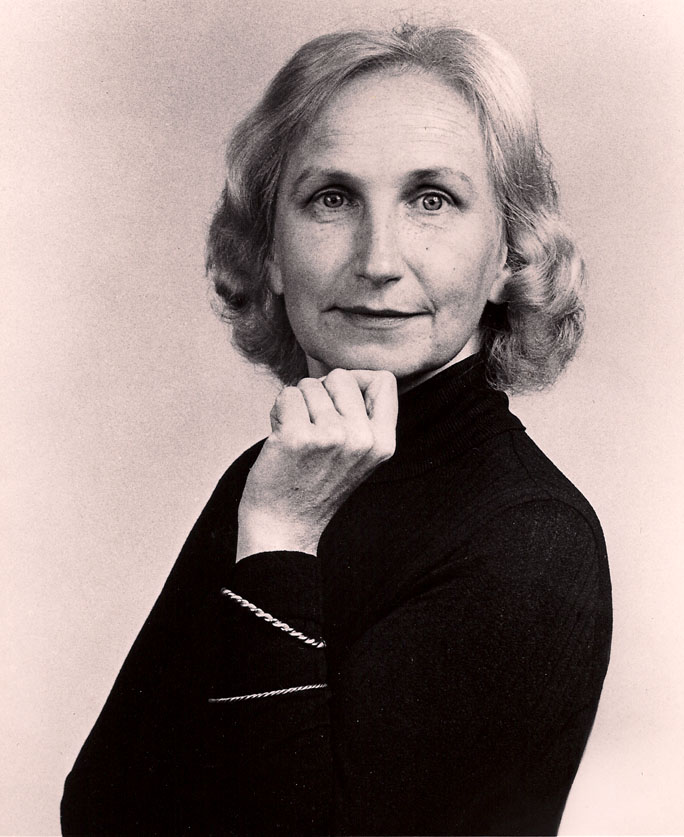
Bethany Beardslee (1978)

Bethany Beardslee (* 25. Dezember 1925 in Lansing) ist eine US-amerikanische Konzert- und Opernsängerin der Stimmlage Sopran. Sie gilt als Spezialistin für zeitgenössische Musik. Sie arbeitete mit Komponisten des 20. Jahrhunderts wie Igor Strawinsky, Milton Babbitt, Pierre Boulez, George Perle und Sir Peter Maxwell Davies zusammen.

## Leben und Werk
Bethany Beardslee studierte an der Michigan State University und schloss diese Studien mit einem Bachelor of Music ab. Sie studierte anschließend an der Juilliard School in New York.
Sie beherrschte die Kunst der Sprechstimme, die es ihr ermöglichte, Werke wie Arnold Schönbergs Pierrot Lunaire zu interpretieren. Sie war ebenfalls eine brillante Interpretin von Vokal-Partien von Alban Berg, Anton Webern und Igor Strawinskys. 1976 trat sie dem Westminster Choir College in Princeton bei. 1981 und 1982 wirkte sie als Professorin für Musik an der University of Texas at Austin.
In einem Interview für Newsweek aus dem Jahr 1961 stellte Beardslee ihr unerschrockenes Repertoire und ihre Verachtung für jedwede Kommerzialisierung dar: „Ich denke nicht in Bezug auf die Öffentlichkeit … Musik ist für die Musiker. Wenn die Öffentlichkeit mitkommen und sie studieren möchte, in Ordnung. Ich gehe auch nicht hin und versuche, einem Wissenschaftler sein Geschäft zu erklären, wenn ich nichts davon verstehe. Mit der Musik verhält es sich genauso. Musik ist einfach keine Unterhaltung.“
Bethany Beardslee war seit 1960 mit dem Komponisten und Pioneer der Computer-Musik Godfrey Winham verheiratet.